# Hino da Jornada Mundial da Juventude

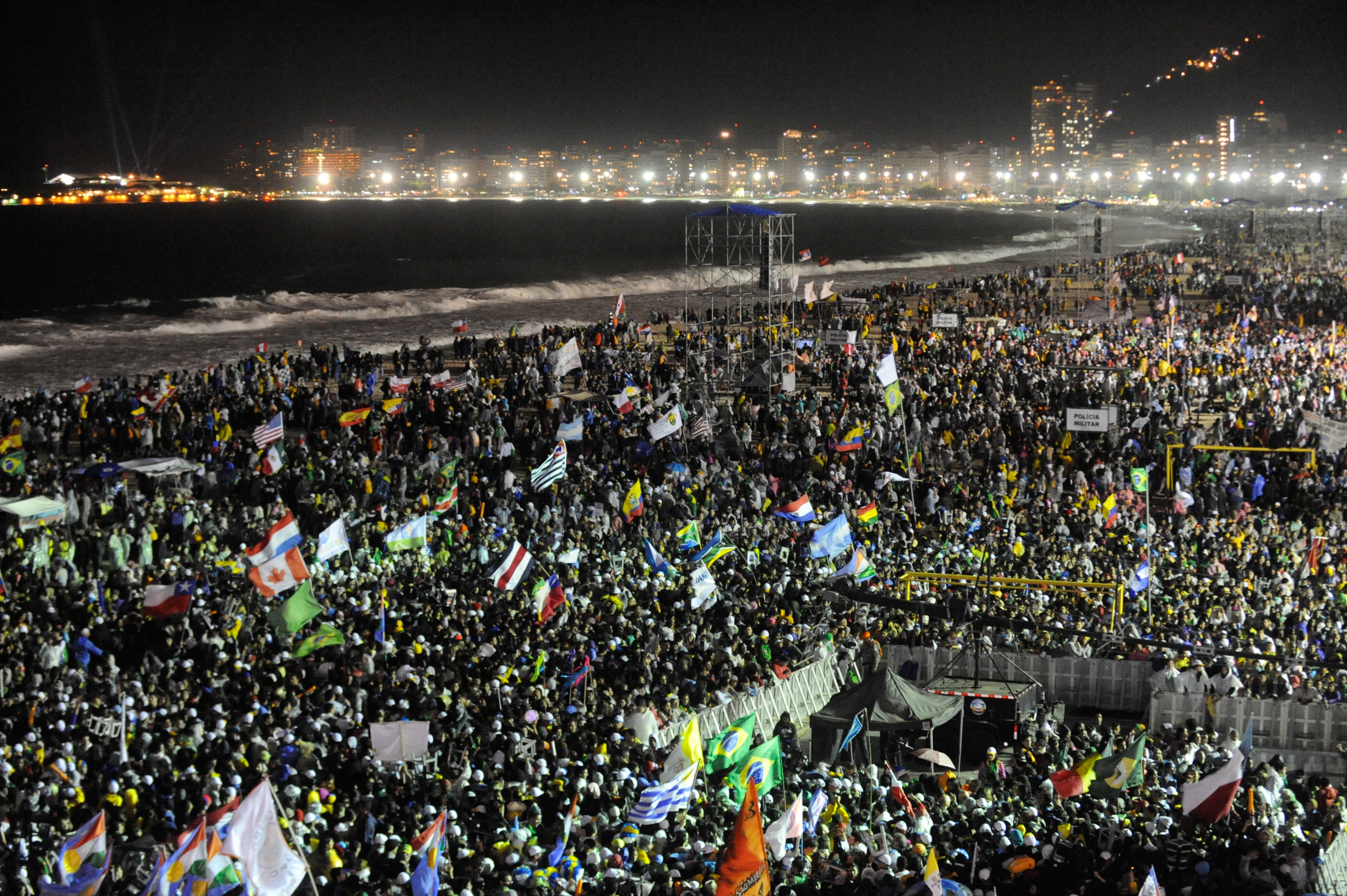
Missa de abertura da Jornada Mundial da Juventude de 2013, realizada na cidade do Rio de Janeiro, Brasil. O evento contou com um número médio de 3,7 milhões de peregrinos.

Juntamente com a Cruz Peregrina e o Ícone de Nossa Senhora, o hino da Jornada Mundial da Juventude (ou simplesmente JMJ) é o seu maior símbolo. O hino da JMJ consiste em uma canção que descreve o tema de cada edição do evento; portanto, cada edição tem um hino próprio, podendo ou não estar na língua materna do país anfitrião.
A maioria das edições tiveram suas canções na língua materna de sua sede, já em outras houve uma mescla, como foi o caso do hino da JMJ de 2005, na Alemanha, em que a música toda é cantada em alemão, e o refrão consiste em uma frase em latim. Em países com mais de uma língua oficial, no caso do Canadá, que sediou o evento em 2002, o hino foi gravado em dois idiomas na mesma canção (inglês e francês). No caso da JMJ de 1995, que ocorreu nas Filipinas, a canção foi toda composta e gravada em inglês, devido à pouca difusão do idioma filipino em outros países.
A canção designada para ser o tema de cada edição do evento é geralmente lançada ao público com cerca de 1 ano e meio de antecedência, sendo que em todas edições, ela é traduzida e gravada também em outros idiomas, a fim de que todos possam conhecer a mensagem do evento, e cantarem a mesma coisa.

## Hinos por edição da JMJ
| Edição | Cidade-sede            | Hino (nome da versão original)     | Nome em português                    | Ref                                    |
| ------ | ---------------------- | ---------------------------------- | ------------------------------------ | -------------------------------------- |
| 1986   | Roma                   | Resta qui con Noi                  | Permanece Conosco                    | [ 4 ] [ 5 ] [ 6 ]                      |
| 1987   | Buenos Aires           | Un Nuevo Sol                       | Um Novo Sol                          | [ 4 ] [ 5 ] [ 6 ]                      |
| 1989   | Santiago de Compostela | Somos los Jóvenes del 2000         | Somos os Jovens do Mundo Novo        | [ 4 ] [ 5 ] [ 6 ]                      |
| 1991   | Częstochowa            | Abba Ojcze                         | Abba, Pai!                           | [ 4 ] [ 5 ] [ 6 ]                      |
| 1993   | Denver                 | We Are One Body                    | Somos um Corpo                       | [ 4 ] [ 5 ] [ 6 ]                      |
| 1995   | Manila                 | Tell the World of His Love         | Proclamarei ao Mundo o Amor          | [ 4 ] [ 5 ] [ 6 ]                      |
| 1997   | Paris                  | Maître et Seigneur, Venu chez nous | Mestre e Senhor, Vem Conosco         | [ 4 ] [ 5 ] [ 6 ]                      |
| 2000   | Roma                   | Emmanuel                           | Emmanuel                             | [ 4 ] [ 5 ] [ 6 ]                      |
| 2002   | Toronto                | Lumière du Monde                   | Luz do Mundo                         | [ 4 ] [ 5 ] [ 6 ]                      |
| 2005   | Colônia                | Venimus Adorare Eum                | Venimus Adorare Eum                  | [ 4 ] [ 5 ] [ 6 ]                      |
| 2008   | Sydney                 | Receive the Power                  | Receba o Poder                       | [ 4 ] [ 5 ] [ 6 ] [ 13 ] [ 14 ] [ 15 ] |
| 2011   | Madri                  | Firmes en la Fe                    | Firmes na Fé                         | [ 4 ] [ 5 ] [ 6 ] [ 16 ] [ 17 ] [ 18 ] |
| 2013   | Rio de Janeiro         | Esperança do Amanhecer             | —                                    | [ 4 ] [ 19 ]                           |
| 2016   | Cracóvia               | Błogosławieni miłosierni           | Bem-aventurados os Misericordiosos   | [ 4 ] [ 9 ]                            |
| 2019   | Cidade do Panamá       | Hágase en mí, según tu palabra     | Faça-se em Mim segundo a Tua Palavra | [ 3 ] [ 20 ] [ 21 ]                    |
| 2023   | Lisboa                 | Há Pressa no Ar                    | —                                    | [ 22 ] [ 23 ] [ 24 ]                   |